# Europamästerskapet i futsal
Europamästerskapet i futsal (en: UEFA Futsal Championship) är en mästerskapstävling i futsal för europeiska herrlandslag. Turneringen startades 1996 av Uefa. Under årens lopp har turneringen varierat i spelfrekvens, och mellan 1999 och 2007 spelade man vartannat år. Sedan 2010 spelar man turneringen varje jämnt år med olika värdländer som håller i turneringen. Antalet deltagande landslag har varierat från sex landslag 1996, tolv lag 2012, till 16 lag 2022.
Värdlandet är alltid direktkvalificerat och behöver inte kvala för att få komma till turneringen. Antalet lag som har deltagit i kvalturneringen har varierat under årens lopp; 12 lag deltog i kvalet 1996, och 44 till turneringen 2012. 

## Deltagare
24 nationer har deltagit i EM-slutspelet åren 1996–2022. Bakgrundsfärgen på respektive ruta visar att landslaget vann en medalj (guld, silver eller brons). Noterbart är att 2003 delade Spanien och Tjecken på bronset då en match om tredjepris aldrig spelades.
| Europamästerskap · Landslag | · 1996 | · 1999 | · 2001 | · 2003 | · 2005 | · 2007 | · 2010 | · 2012 | · 2014 | · 2016 | · 2018 | · 2022 |
| --------------------------- | ------ | ------ | ------ | ------ | ------ | ------ | ------ | ------ | ------ | ------ | ------ | ------ |
| Azerbajdzjan                |        |        |        |        |        |        | X      | X      | X      | X      | X      | X      |
| Belgien                     | X      | X      |        | X      |        |        | X      |        | X      |        |        |        |
| Bosnien och Hercegovina     |        |        |        |        |        |        |        |        |        |        |        | X      |
| Finland                     |        |        |        |        |        |        |        |        |        |        |        | X      |
| Frankrike                   |        |        |        |        |        |        |        |        |        |        | X      |        |
| Georgien                    |        |        |        |        |        |        |        |        |        |        |        | X      |
| Italien                     | X      | X      | X      | X      | X      | X      | X      | X      | X      | X      | X      | X      |
| Jugoslavien                 |        | X      |        |        |        | •      | •      | •      | •      | •      | •      | •      |
| Kazakstan                   |        |        |        |        |        |        |        |        |        | X      | X      | X      |
| Kroatien                    |        | X      | X      |        |        |        |        | X      | X      | X      |        | X      |
| Nederländerna               | X      | X      | X      |        | X      |        |        |        | X      |        |        | X      |
| Polen                       |        |        | X      |        |        |        |        |        |        |        | X      | X      |
| Portugal                    |        | X      |        | X      | X      | X      | X      | X      | X      | X      | X      | X      |
| Rumänien                    |        |        |        |        |        | X      |        | X      | X      |        | X      |        |
| Ryssland                    | X      | X      | X      | X      | X      | X      | X      | X      | X      | X      | X      | X      |
| Serbien                     | •      | •      | •      | •      | •      | X      | X      | X      |        | X      | X      | X      |
| Slovakien                   |        |        |        |        |        |        |        |        |        |        |        | X      |
| Slovenien                   |        |        |        | X      |        |        | X      | X      | X      | X      | X      | X      |
| Spanien                     | X      | X      | X      | X      | X      | X      | X      | X      | X      | X      | X      | X      |
| Tjeckien                    |        |        | X      | X      | X      | X      | X      | X      | X      | X      |        |        |
| Turkiet                     |        |        |        |        |        |        |        | X      |        |        |        |        |
| Ukraina                     | X      |        | X      | X      | X      | X      | X      | X      | X      | X      | X      | X      |
| Ungern                      |        |        |        |        | X      |        | X      |        |        | X      |        |        |
| Vitryssland                 |        |        |        |        |        |        | X      |        |        |        |        |        |
| Antal deltagande lag        | 6      | 8      | 8      | 8      | 8      | 8      | 12     | 12     | 12     | 12     | 12     | 16     |

## Medaljörer
| År   | Värdnation    | Final    | Final        | Final    | Match om tredjepris | Match om tredjepris              | Match om tredjepris              |
| År   | Värdnation    | Vinnare  | Resultat     | Tvåa     | Trea                | Resultat                         | Fyra                             |
| ---- | ------------- | -------- | ------------ | -------- | ------------------- | -------------------------------- | -------------------------------- |
| 1996 | Spanien       | Spanien  | 5 – 3        | Ryssland | Belgien             | 3 – 2                            | Italien                          |
| 1999 | Spanien       | Ryssland | 3 – 3        | Spanien  | Italien             | 3 – 0                            | Nederländerna                    |
| 2001 | Ryssland      | Spanien  | 2 – 1        | Ukraina  | Ryssland            | 2 – 1                            | Italien                          |
| 2003 | Italien       | Italien  | 1 – 0        | Ukraina  | Spanien · Tjeckien  | Match om tredjepris spelades ej. | Match om tredjepris spelades ej. |
| 2005 | Tjeckien      | Spanien  | 2 – 1        | Ryssland | Italien             | 3 – 1                            | Ukraina                          |
| 2007 | Portugal      | Spanien  | 3 – 1        | Italien  | Ryssland            | 3 – 2                            | Portugal                         |
| 2010 | Ungern        | Spanien  | 4 – 2        | Portugal | Tjeckien            | 5 – 3                            | Azerbajdzjan                     |
| 2012 | Kroatien      | Spanien  | 3 – 1        | Ryssland | Italien             | 3 – 1                            | Kroatien                         |
| 2014 | Belgien       | Italien  | 3 – 1        | Ryssland | Spanien             | 8 – 4                            | Portugal                         |
| 2016 | Serbien       | Spanien  | 7 – 3        | Ryssland | Kazakstan           | 5 – 2                            | Serbien                          |
| 2018 | Slovenien     | Portugal | 3 – 2 (e.fl) | Spanien  | Ryssland            | 1 – 0                            | Kazakstan                        |
| 2022 | Nederländerna | Portugal | 4 – 2        | Ryssland | Spanien             | 4 – 1                            | Ukraina                          |

### Medaljligan
| Nr                  | Nation              | Guld | Silver | Brons | Totalt |
| ------------------- | ------------------- | ---- | ------ | ----- | ------ |
| 1                   | Spanien             | 7    | 2      | 3     | 12     |
| 2                   | Italien             | 2    | 1      | 3     | 6      |
| 3                   | Portugal            | 2    | 1      | 0     | 3      |
| 4                   | Ryssland            | 1    | 6      | 3     | 10     |
| 5                   | Ukraina             | 0    | 2      | 0     | 2      |
| 6                   | Tjeckien            | 0    | 0      | 2     | 2      |
| 7                   | Belgien             | 0    | 0      | 1     | 1      |
| 7                   | Kazakstan           | 0    | 0      | 1     | 1      |
| Totalt (8 nationer) | Totalt (8 nationer) | 12   | 12     | 13    | 37     |

| Land      | Guld                                     | Silver                             | Brons            |
| --------- | ---------------------------------------- | ---------------------------------- | ---------------- |
| Spanien   | 1996, 2001, 2005, 2007, 2010, 2012, 2016 | 1999, 2018                         | 2003, 2014, 2022 |
| Italien   | 2003, 2014                               | 2007                               | 1999, 2005, 2012 |
| Portugal  | 2018, 2022                               | 2010                               |                  |
| Ryssland  | 1999                                     | 1996, 2005, 2012, 2014, 2016, 2022 | 2001, 2007, 2018 |
| Ukraina   |                                          | 2001, 2003                         |                  |
| Tjeckien  |                                          |                                    | 2003, 2010       |
| Kazakstan |                                          |                                    | 2016             |
| Belgien   |                                          |                                    | 1996             |

## Skytteliga
| År   | Spelare                                                   | Mål |
| ---- | --------------------------------------------------------- | --- |
| 1996 | Konstantin Eremenko                                       | 8   |
| 1999 | Konstantin Eremenko                                       | 11  |
| 2001 | Serhiy Koridze                                            | 7   |
| 2003 | Serhiy Koridze                                            | 7   |
| 2005 | Fernando Grana                                            | 6   |
| 2007 | Cirilo Daniel Ibañes Caetano Predrag Rajić                | 5   |
| 2010 | Saad Assis Biro Jade Javi Rodríguez Joel Queirós          | 5   |
| 2012 | Dario Marinović Jordi Torras                              | 5   |
| 2014 | Eder Lima                                                 | 8   |
| 2016 | Serik Zhamankulov Ricardinho Alex Miguelín Mario Rivillos | 6   |
| 2018 | Ricardinho                                                | 7   |
| 2022 | Birjan Orazov                                             | 7   |

| År   | Spelare                          | Mål |
| ---- | -------------------------------- | --- |
| 1996 | Konstantin Eremenko              | 23  |
| 1999 | Konstantin Eremenko              | 20  |
| 2001 | Serhiy Koridze                   | 13  |
| 2003 | Serhiy Koridze                   | 17  |
| 2005 | Edwin Grünholz                   | 10  |
| 2007 | Cihan Özcan                      | 15  |
| 2010 | Clayton Baptistella Joel Queirós | 10  |
| 2012 | Cihan Özcan Darko Rangotov       | 8   |